# Mas d'en Grau
|  | Per a altres significats, vegeu «Mas d'en Grau (Torà)». |

El Mas d'en Grau és una masia de la Torre de Rialb, al municipi de la Baronia de Rialb (la Noguera), inclosa en l'Inventari del Patrimoni Arquitectònic de Catalunya. Es troba al sector central del municipi, damunt mateix de la Torre, penjada al marge de la carena del vessant esquerre del Rialb, cent metres per damunt de les aigües del pantà. S'hi va per la carretera asfaltada que es deriva del punt quilomètric 12,7 de la C-1412b (de Ponts a Tremp), direcció Politg, que arriba fins a Peramola. Als 4,8 km.(41° 58′ 26″ N, 1° 12′ 43″ E / 41.973770°N,1.211916°E), una volta creuat el pantà i superada la pujada de l'altre vessant, després d'una forta corba als plans de la carena, es pren el desviament en baixada de l'esquerra (ben senyalitzat) que porta a la masia.

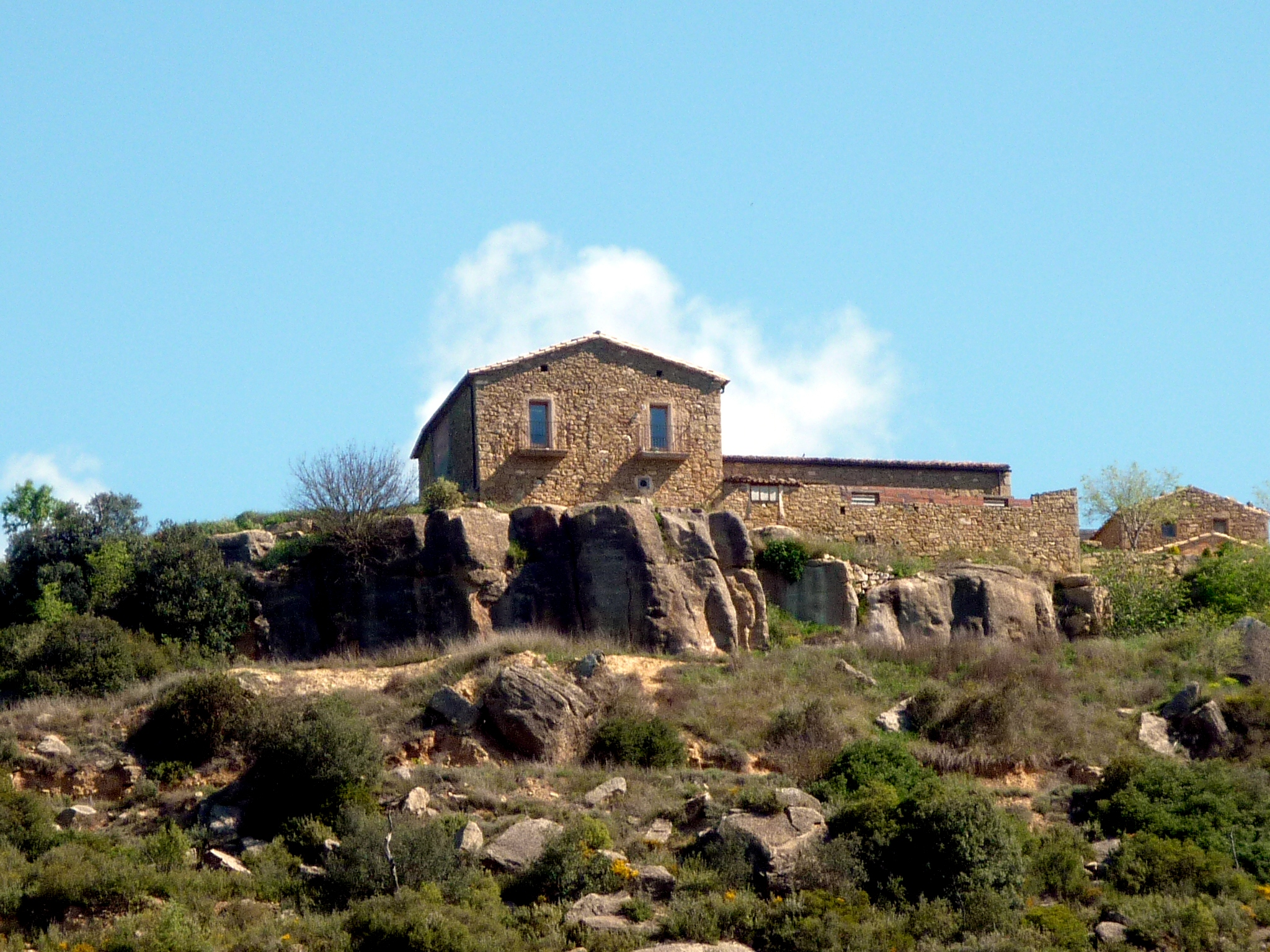
Des de la Torre

És una casa pairal molt modificada. Edifici principal de planta rectangular i de tres nivells, amb edifici annex formant una L tancada per la porta més antiga i el mur sobre un tallat. Té cellers als baixos i les finestres tenen motllures a les llindes i ampits. Al voltant, pel vessant nord hi ha la resta d'edificis i coberts complementaris.

És molt interessant la porta del pati, que correspon a la primera edificació. És una llinda d'un sol bloc de pedra amb les cantonades bisellades i amb dues mènsules als angles. També tenia figures d'àngels a cada extrem, escapçades el 1936. Data a la llinda de la finestra del fons: 1918.